# Конска (Жилина)
Конска (слч. Konská) насељено је мјесто са административним статусом сеоске општине (слч. obec) у округу Жилина, у Жилинском крају, Словачка Република.

## Становништво
| Година:    | 1994. | 2004.    | 2014.    | 2024.    |
| ---------- | ----- | -------- | -------- | -------- |
| Број људи: | 1176  | 1350     | 1505     | 1676     |
| Разлика:   |       | +14,79 % | +11,48 % | +11,36 % |

| Година:    | 2023. | 2024.   |
| ---------- | ----- | ------- |
| Број људи: | 1679  | 1676    |
| Разлика:   |       | -0,17 % |

Према подацима о броју становника из 2024. године насеље је имало 1676 становника.